# Leichtathletik-Europameisterschaften 1950/Fünfkampf der Frauen

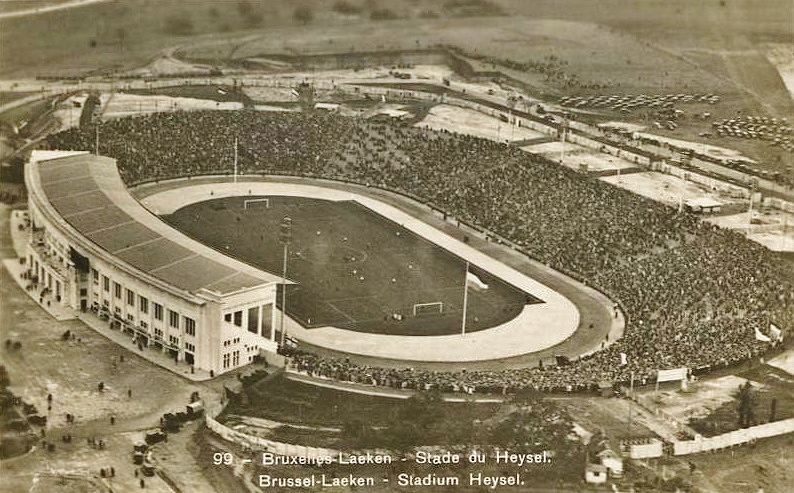
Das Brüsseler Heysel-Stadion in einer Luftaufnahme von 1935

Der Fünfkampf der Frauen bei den Leichtathletik-Europameisterschaften 1950 wurde am 25. und 26. August 1950 im Heysel-Stadion der belgischen Hauptstadt Brüssel ausgetragen.
Europameisterin wurde die Französin Arlette Ben Hamo. Die  Britin Bertha Crowther gewann die Silbermedaille. Den dritten Platz belegte die Tschechoslowakin Olga Modrachová.

## Bestehende Rekorde
| Weltrekord           | 4305 P 1950er Wert. | 4608 P 1954er Wert. | 3928 P 1980er Wert. | Alexandra Tschudina | Tiflis, UdSSR (heute Georgien) | 8./9. Oktober 1949 |
| Europarekord         | 4305 P 1950er Wert. | 4608 P 1954er Wert. | 3928 P 1980er Wert. | Alexandra Tschudina | Tiflis, UdSSR (heute Georgien) | 8./9. Oktober 1949 |
| Meisterschaftsrekord | neu im Programm     | neu im Programm     | neu im Programm     | neu im Programm     | neu im Programm                | neu im Programm    |

Anmerkungen zum Welt- und Europarekord:
- Je nach Quelle finden sich unterschiedliche Angaben zum bestehenden Weltrekord. In der hier verwendeten Quelle[1] gibt es eine entsprechende Aufschlüsselung dazu. Gisela Mauermayer stellte 1938 in Stuttgart mit 4391 Punkten einen Weltrekord auf, den Lena Stumpf 1949 auf 4507 Punkte verbesserte – Werte nach der Punktetabelle von 1954. Allerdings wurden diese beiden Rekorde in einem Fünfkampf mit anderen Disziplinen erzielt als es bei diesen Europameisterschaften der Fall war. Deshalb sind sie im Gegensatz zu Alexandra Tschudinas Wettkampf nicht vergleichbar mit dem nun aktuellen Mehrkampf.
  - Disziplinen bei den Wettkämpfen Mauermayer und Stumpf: Kugelstoßen, Weitsprung, 100 m, Hochsprung, Speerwurf
  - Disziplinen beim Wettkampf Tschudina und den Europameisterschaften: Kugelstoßen, Hochsprung, 200 m, 80 m Hürden, Weitsprung – in unterschiedlicher Reihenfolge
- Alexandra Tschudinas Weltrekord war zunächst inoffiziell.

## Durchführung

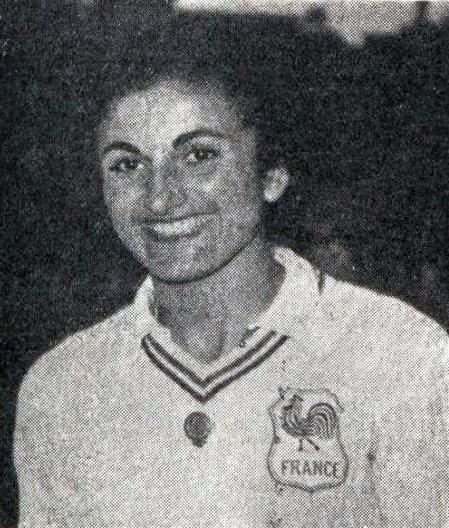
Europameisterin Arlette Ben Hamo

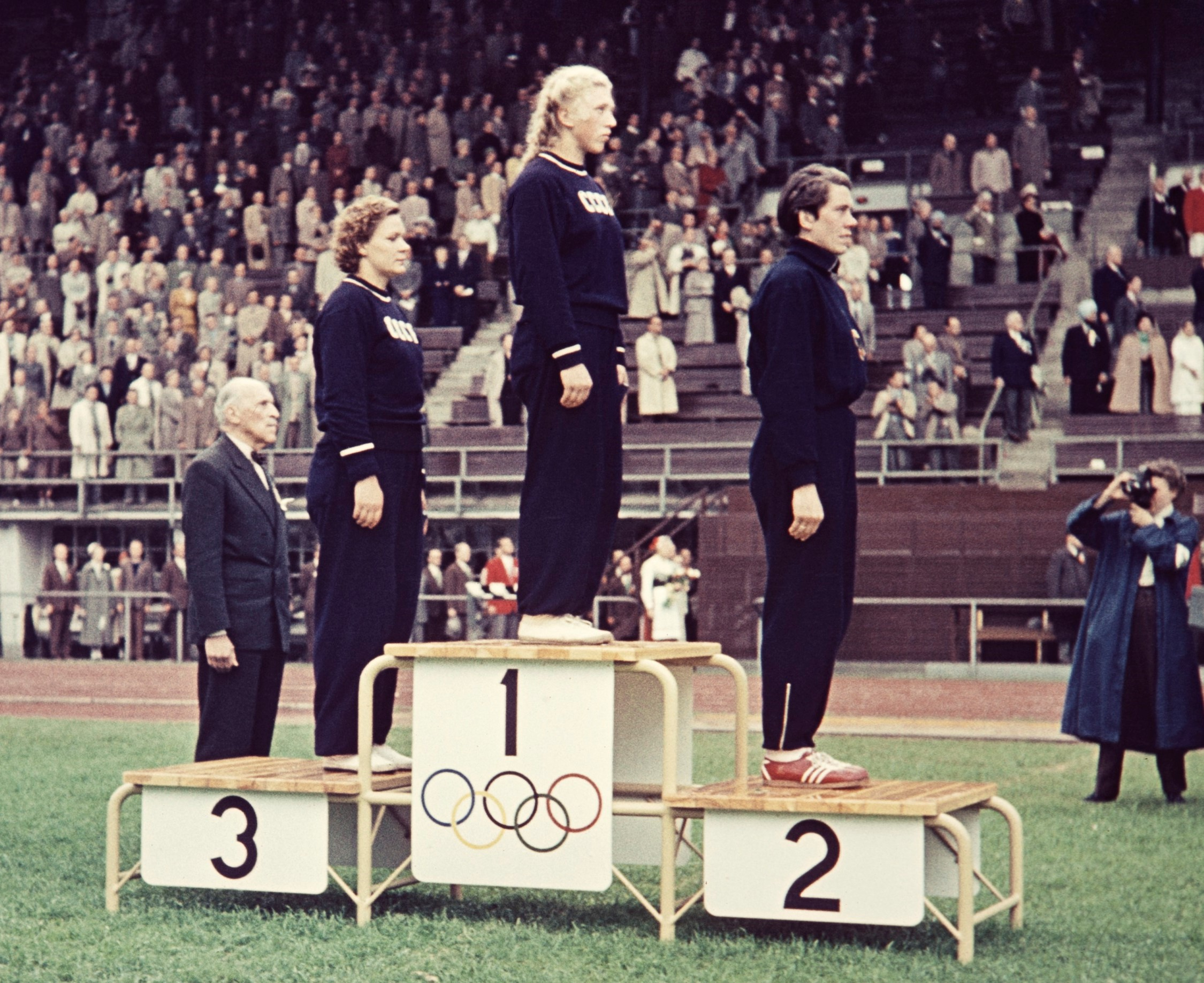
Die siebtplatzierte Klawdija Totschonowa – hier ganz links bei der Siegerehrung der Olympischen Spiele 1952, wo sie im Kugelstoßen Bronze gewann

Die fünf Disziplinen des Fünfkampfs fanden auf zwei Tage verteilt statt.

Gewertet wurde nach einer Punktetabelle von 1950.
| Zeitplan           | Zeitplan           | Zeitplan           | Zeitplan           |
| Tag 1 – 25. August | Tag 1 – 25. August | Tag 2 – 26. August | Tag 2 – 26. August |
| ------------------ | ------------------ | ------------------ | ------------------ |
| 80 m Hürden        | 11:00 Uhr          | Kugelstoßen        | 10:30 Uhr          |
| Weitsprung         | 18:35 Uhr          | Hochsprung         | 16:15 Uhr          |
|                    |                    | 200 m              | 18:00 Uhr          |

## Ergebnis
24./25. August 1950
| Platz | Name                 | Nation           | Punkte offiz. Wertung | Punkte 1980er Wertung | 80 m Hürden (s) | Weitsprung (m) | Kugelstoßen (m) | Hochsprung (m) | 200 m (s)  |
| 1     | Arlette Ben Hamo     | Frankreich       | 3204 CR               | 3221                  | 12,4            | 5,18 0(3.)     | 10,11 0(6.)     | 1,50 0(3.)     | 26,1 0(1.) |
| 2     | Bertha Crowther      | Großbritannien   | 3048000               | 3087                  | 12,5            | 5,15 0(4.)     | 08,66 (11.)     | 1,56 0(1.)     | 27,1 0(5.) |
| 3     | Olga Modrachová      | Tschechoslowakei | 3026000               | 3066                  | 12,9            | 4,96 0(7.)     | 10,40 0(4.)     | 1,53 0(2.)     | 27,0 0(3.) |
| 4     | Mona-Lisa Eglund     | Schweden         | 2936000               | 3028                  | 12,6            | 5,03 0(6.)     | 10,26 0(5.)     | 1,45 0(5.)     | 27,0 0(3.) |
| 5     | Marguerite Martel    | Frankreich       | 2918000               | 3019                  | 12,4            | 5,32 0(1.)     | 09,66 0(5.)     | 1,45 0(5.)     | 28,0 0(6.) |
| 6     | Unni Sæter           | Norwegen         | 2870000               | 2996                  | 13,2            | 5,23 0(2.)     | 09,90 0(7.)     | 1,45 0(5.)     | 26,8 0(2.) |
| 7     | Klawdija Totschonowa | Sowjetunion      | 2818000               | 2850                  | 14,0            | 4,67 0(9.)     | 13,82 0(1.)     | 1,40 0(9.)     | 28,1 0(7.) |
| 8     | Ivanka Knez          | Jugoslawien      | 2778000               | 2894                  | 13,0            | 5,04 0(5.)     | 09,74 0(9.)     | 1,50 0(3.)     | 28,3 0(9.) |
| 9     | Gretel Bolliger      | Schweiz          | 2501000               | 2726                  | 13,6            | 4,68 0(8.)     | 11,23 0(2.)     | 1,40 0(9.)     | 28,1 0(7.) |
| 10    | Kirsti Jordet        | Norwegen         | 2489000               | 2704                  | 13,7            | 4,64 (10.)     | 10,75 0(3.)     | 1,45 0(5.)     | 28,4 (10.) |
| 11    | Fani Argiriou        | Griechenland     | 1862000               | 2304                  | 14,5            | 4,56 (11.)     | 09,79 0(8.)     | 1,35 (11.)     | 30,1 (11.) |

Zur Orientierung und Einordnung der Leistungen sind zum Vergleich die nach heutigem Wertungssystem von 1980 erreichten Punktzahlen mitaufgeführt. Bezüglich der Platzierungen hätte es danach eine Verschiebung gegeben:

Die siebtplatzierte Klawdija Totschonowa und die achtplatzierte Ivanka Knez hätten ihre Plätze tauschen müssen.
Aber diese Vergleiche sind nur Anhaltswerte, denn als Grundlage müssen die jeweils unterschiedlichen Maßstäbe der Zeit gelten.